# Hubli
Hubli é uma cidade do estado de Carnataca, na Índia. Localiza-se no sudoeste do país. Tem cerca de 833 mil habitantes. Tem origem num povoado construído em torno de um templo hindu do século XI.

## Infraestruturas

### Transportes
A cidade possui uma estação ferroviária que serve de conexão para o Caminho de Ferro de Mormugão, que a liga ao litoral, ao porto de Mormugão, na cidade de Vasco da Gama, e ao leste, a cidade de Guntacal, em Andra Pradexe.